# Coccoloba albicans
Coccoloba albicans är en slideväxtart som beskrevs av Erik Leonard Ekman. Coccoloba albicans ingår i släktet Coccoloba och familjen slideväxter. Inga underarter finns listade i Catalogue of Life.